# Lặn tại Đại hội Thể thao Đông Nam Á 2021
Lặn là một trong những môn thể thao được tranh tài tại Đại hội Thể thao Đông Nam Á 2021 ở Việt Nam, được tổ chức trong 2 ngày từ ngày 21 đến 22 tháng 05 năm 2022  tại Cung Thể thao dưới nước Mỹ Đình ở thành phố Hà Nội.

## Địa điểm
Lặn tại Đại hội thể thao Đông Nam Á 2021 được tổ chức tại Cung thể thao dưới nước Mỹ Đình ở Hà Nội, Việt Nam.
| Hà Nội                          |
| ------------------------------- |
| Cung Thể thao dưới nước Mỹ Đình |
| Sức chứa: 5.800                 |
| không khung                     |

## Nội dung thi đấu
Nội dung thi đấu môn lặn bao gồm 13 cự ly: 100m chân vịt đôi nam, nữ; 50m vòi hơi chân vịt nam, nữ; 100m vòi hơi chân vịt nam, nữ; 800m vòi hơi chân vịt nữ; 1.500m vòi hơi chân vịt nam; TS 4 x 100m vòi hơi chân vịt nam, nữ; TS 4 x 200m vòi hơi chân vịt nam, nữ; TS 4 x 100m chân vịt đôi mix hỗn hợp.

## Chương trình thi đấu
| Ngày       | Thời gian | Số thứ tự                | Nội dung                 |
| ---------- | --------- | ------------------------ | ------------------------ |
| 21 tháng 5 | TBA       | 101                      | 100m VHCV nam            |
| 21 tháng 5 | TBA       | 102                      | 100m VHCV nữ             |
| 21 tháng 5 | TBA       | 103                      | 100m CVĐ nam             |
| 21 tháng 5 | TBA       | 104                      | 100m CVĐ nữ              |
| 21 tháng 5 | TBA       | 105                      | 1.500m VHCV nam CK B     |
| 21 tháng 5 | TBA       | 106                      | 4x200 VHCV nữ            |
| 21 tháng 5 | TBA       | 107                      | 4x200 VHCV nam           |
| 21 tháng 5 | TBA       | 101                      | 100m VHCV nam            |
| 21 tháng 5 | TBA       | 102                      | 100m VHCV nữ             |
| 21 tháng 5 | TBA       | Trao huy chương 101      |                          |
| 21 tháng 5 | TBA       | 103                      | 100m CVĐ nam             |
| 21 tháng 5 | TBA       | Trao huy chương 102      |                          |
| 21 tháng 5 | TBA       | 104                      | 100m CVĐ nữ              |
| 21 tháng 5 | TBA       | Trao huy chương 103      |                          |
| 21 tháng 5 | TBA       | 105                      | 1.500m VHCV nam CK A     |
| 21 tháng 5 | TBA       | Trao huy chương 104      |                          |
| 21 tháng 5 | TBA       | 106                      | 4x200 VHCV nữ            |
| 21 tháng 5 | TBA       | Trao huy chương 105      |                          |
| 21 tháng 5 | TBA       | 107                      | 4x200 VHCV nam           |
| 21 tháng 5 | TBA       | Trao huy chương 106, 107 |                          |
| 22 tháng 5 | TBA       | 208                      | 50m VHCV nữ              |
| 22 tháng 5 | TBA       | 209                      | 100m VHCV nam            |
| 22 tháng 5 | TBA       | 210                      | 800m VHCV nữ chung kết B |
| 22 tháng 5 | TBA       | 211                      | 4x100 CVD Mix            |
| 22 tháng 5 | TBA       | 212                      | 4x100m VHCV nam          |
| 22 tháng 5 | TBA       | 213                      | 4 x 100m VHCV nữ         |
| 22 tháng 5 | TBA       | 208                      | 50m VHCV nữ              |
| 22 tháng 5 | TBA       | 209                      | 100m VHCV nam            |
| 22 tháng 5 | TBA       | Trao huy chương 208      |                          |
| 22 tháng 5 | TBA       | 210                      | 800m VHCV nữ chung kết A |
| 22 tháng 5 | TBA       | Trao huy chương 209      |                          |
| 22 tháng 5 | TBA       | 211                      | 4x100 CVD Mix            |
| 22 tháng 5 | TBA       | Trao huy chương 210      |                          |
| 22 tháng 5 | TBA       | 212                      | 4x100 VHCV nam           |
| 22 tháng 5 | TBA       | Trao huy chương 211      |                          |
| 22 tháng 5 | TBA       | 213                      | 4x100m VHCV nữ           |
| 22 tháng 5 | TBA       | Trao huy chương 212, 213 |                          |

## Danh sách huy chương
| Nội dung                                  | Vàng | Bạc | Đồng |
| ----------------------------------------- | --- | --- | --- |
| Giải 100m Chân vịt đôi nam                | Harvey Hubert Hutasuhut · Indonesia                                                                                 | Nguyễn Ngọc Huỳnh · Việt Nam                                                                                           | Andityo Panigoro · Indonesia                                                                                         |
| Giải 100m Chân vịt đôi nữ                 | Cao Thị Duyên · Việt Nam                                                                                            | Nguyễn Thị Thảo · Việt Nam                                                                                             | Nusanee Chandaeng · Thái Lan                                                                                         |
| Giải 50m Vòi hơi chân vịt nam             | Nguyễn Thành Lộc · Việt Nam                                                                                         | Wahyu Anggoro Tamtomo · Indonesia                                                                                      | Khet Chamnanwat · Thái Lan                                                                                           |
| Giải 50m Vòi hơi chân vịt nữ              | Janis Rosalita Suprianto · Indonesia                                                                                | Phạm Thị Thu · Việt Nam                                                                                                | Nguyễn Thị Thảo · Việt Nam                                                                                           |
| Giải 100m Vòi hơi chân vịt nữ             | Phạm Thị Thu · Việt Nam                                                                                             | Janis Rosalita Suprianto · Indonesia                                                                                   | Nguyễn Thị Hằng · Việt Nam                                                                                           |
| Giải 100m Vòi hơi chân vịt nam            | Nguyễn Thành Lộc · Việt Nam                                                                                         | Đỗ Đình Toàn · Việt Nam                                                                                                | Khet Chamnanwat · Thái Lan                                                                                           |
| Giải 800m Vòi hơi chân vịt nữ             | Phạm Thị Kim Thương · Việt Nam                                                                                      | Andhini Muthia Maulida · Indonesia                                                                                     | Katherina Eda Rahayu · Indonesia                                                                                     |
| Giải 1.500m Vòi hơi chân vịt nam          | Kim Anh Kiệt · Việt Nam                                                                                             | Paphonpach Wongaek · Thái Lan                                                                                          | Nguyễn Tiến Đạt · Việt Nam                                                                                           |
| Giải TS 4 x 100m Vòi hơi chân vịt nam     | Việt Nam · Đỗ Đình Toàn · Nguyễn Thành Lộc · Lê Đặng Đức Việt · Nguyễn Duy Anh                                      | Thái Lan · Khet Chamnanwat · Paphonpach Wongaek · Wuthiphat Sa Nguanwong · Katamat Autapao                             | Indonesia · Bima Dea Sakti Antono · Petrol Apostle Gasoline Kambey · Dio Novandra Wibawa · Wahyu Anggoro Tamtomo     |
| Giải TS 4 x 100m Vòi hơi chân vịt nữ      | Việt Nam · Nguyễn Thị Huệ · Nguyễn Thị Hằng · Phạm Thị Thu · Hoàng Thị Tâm                                          | Indonesia · Katherina Eda Rahayu · Ashifa Helsa Ashuroh · Vania Elvira Elent Rahmadani · Andhini Muthia Maulida        | Philippines · Romina Rafaelle Gavino · Raissa Regatta Eugenie Gavino · Marjorie Denise Manguiat · Sam Andrei Doragos |
| Giải TS 4 x 200m Vòi hơi chân vịt nam     | Việt Nam · Đỗ Đình Toàn · Đỗ Thanh Thảo · Đặng Đức Mạnh · Nguyễn Tiến Đạt                                           | Indonesia · Muhammad Zidan Arrif Billah · Bima Dea Sakti Antono · Petrol Apostle Gasoline Kambey · Dio Novandra Wibawa | Campuchia · Chhom Chanthun · Toun Tithsatya · Lim Sokwadthanoon · Lim Keouodom                                       |
| Giải TS 4 x 200m Vòi hơi chân vịt nữ      | Indonesia · Katherina Eda Rahayu · Vania Elvira Elent Rahmadani · Andhini Muthia Maulida · Janis Rosalita Suprianto | Việt Nam · Nguyễn Thị Huệ · Nguyễn Thị Hằng · Trường Hồng Phúc · Phạm Thị Kim Thương                                   | Thái Lan · Suchaya Vichaksanapong · Nawanit Intharawichien · Kittisook Dumdee · Juthamas Sutthison                   |
| Giải TS 4 x 100m chân vịt đôi mix hỗn hợp | Việt Nam · Phạm Thị Thu · Nguyễn Thị Hằng · Hoàng Thị Tâm · Nguyễn Thị Hằng                                         | Indonesia · Harvey Hubert Hutasuhut · Andityo Panigoro · Joanita Mutiara Hapsari · Raqiel Az Zahra                     | Thái Lan · Nusanee Chandaeng · Thewa Baochum · Theerut Yenkongka · Juthamas Sutthison                                |

## Bảng huy chương
| Hạng               | Đoàn               | Vàng | Bạc | Đồng | Tổng số |
| ------------------ | ------------------ | ---- | --- | ---- | ------- |
| 1                  | Việt Nam           | 10   | 5   | 3    | 18      |
| 2                  | Indonesia          | 3    | 6   | 3    | 12      |
| 3                  | Thái Lan           | 0    | 2   | 5    | 7       |
| 4                  | Campuchia          | 0    | 0   | 1    | 1       |
| 4                  | Philippines        | 0    | 0   | 1    | 1       |
| Tổng số (5 đơn vị) | Tổng số (5 đơn vị) | 13   | 13  | 13   | 39      |